# 忠州の戦い
忠州の戦い（ちゅうしゅうのたたかい、朝鮮語読み：忠州はチュンジュ）は、文禄元年（1592年）4月28日、忠州市付近の弾琴台（朝鮮語読み：タングムデ）で戦われた文禄・慶長の役初期の戦闘の一つである。具体的な戦場の地名を取って「弾琴台の戦い」とも言う。

## 背景
朝鮮朝廷は北方の女真族との戦いで数多くの軍功を挙げた名将申砬に望みを託して三道都巡察使に任命した。申砬は首都漢城府（現ソウル）から軍官（士官）80名を連れて忠州に入った。『宣祖修正實録』によると、人望がなかった申砬の代わりに柳成龍が募兵した8,000名を副使（副官）金汝岉に率いらせて先発させたという。忠州は漢江のすぐ南にあり、中路と東路で朝鮮の首都に至る際の重要拠点であった。申砬は後発隊の弓を引ける者数千を率いて出発し、忠州に行く途中で邑兵を収めて8,000名をさらに加えた。

## 概要

### 鳥嶺の放棄
4月26日、申砬は軍を率いて丹山駅に進んだ。諸将は当初より慶尚道と忠清道を隔てる鳥嶺（チョリョン/ジョリョン）で日本軍を防ぐべきだと主張した。しかし申砬は軍を残して自ら数騎を連れて偵察に赴き、鳥嶺で李鎰が尚州の戦いで敗れたという報を受けて、落胆して帰還。忠州へ退くというので、金汝岉は「峰を越えがたい鳥嶺は東南第一の天険であり、これを固守して敵を防ぐべきだ」と諫め、忠州牧使李宗張もこれに賛同して後押ししたが、申砬は耳を貸さず「敵は歩兵で、我々は騎兵だ。この地形は騎兵を用いるに適しない。広野で迎撃して一戦すべきである」と言って後退を命令。鳥嶺を守る助防将邊璣や李鎰も召還を命令してこの要害を放棄させた。
同じ4月26日には咸昌と聞慶が日本軍に占領された。これより先は難道で、峠越えを前に、小西行長は、自ら町に火を放った聞慶県監（守令）申吉元を捕えて道案内をさせようと説得したが、拒否したので斬った。行長は相当に用心して要害姑母山城（ゴモサンソン）に接近して偵察を繰り返したが、伏兵などには遭遇せず、鳥嶺の他の山城も無人であることがわかった。27日午前4時、一番隊は聞慶を出発して山道を4時間かけて鳥嶺を通過して安保駅に到達。正午には丹山駅に至った。
申砬は従来ライバル関係にあった敗軍の将李鎰と面談したが、李鎰は「この敵は北虜の制し易きとは比べ物にならない。今、天険に拠らず広野で戦おうとしているが勝算はない。むしろ退却して漢城を守るべきだ」と警告したが、申砬はただ激怒し、軍法に照らして斬首すべきだが敵と戦って罪を償えと言って戦列に加えた。李鎰は敗残兵や農民、避難民からの志願者などを糾合して6,000名の兵を従えていたようである。

### 弾琴台の戦い
4月27日の夕方、親しくしていた軍官が日本軍はすでに鳥嶺を越えたという情報を密かに知らせた。申砬はこれを聞くと突如として一人で城を遁走。行方不明となった。軍中は騒然としたが、彼は深夜に黙って帰還した。翌朝、軍官が妄言を放ったとしてこの人物を斬り、彼は日本軍はまだ尚州城を出ていないと朝廷に報告した。しかし実際には日本軍はすでに僅か十里先で野営していたのであった。
同じ4月28日の早朝、申砬は敵情を得ぬまま忠州城を出て、北西の弾琴台に陣をしいた。ここは北は漢江に面し、西にはその支流達川があって、前面には水田が広がり背後は（河岸の）断崖絶壁で、新羅時代の土城跡のある小丘陵だった。所謂、背水の陣であり、逃げ場はなかった。
小西行長は斥候を派してこれを発見。軍を三つにわけて三方向より攻撃する作戦を立てた。行長の中央と松浦鎮信の右翼は、山沿いに東に進み、宗義智の左翼は達川を下るように北上。三方を包囲して一斉に銃撃を仕掛けた。
申砬は弓矢で応戦したが、数千挺の火縄銃による一斉射撃によって敵をなぎ倒すという日本軍の戦術を十分に把握していなかった。弓隊は混乱して敗走。申砬は劣勢を挽回しようと二度突撃を行ったが、いずれも撃退された。為すすべなく軍が大潰走するに至って、申砬は自ら馬に鞭打って川に飛び込み、水中に没して自殺した。朝鮮兵は蹴散らされ、逃げ惑って漢江は死体で埋め尽くされた。李宗張とその息子李希立、金汝岉、邊璣ら諸将が乱戦の中で戦死。李鎰は東の山間に逃げ込んで辛くも脱出し、敗報を知らせた。日本軍はさらに追撃して、3千余の首級を挙げ、数百の捕虜を得た。朝鮮王朝実録では、『宣祖実録』で「精兵10万人が大敗」、『宣祖修正実録』に「全軍が溺死」、「壮士のうち生存者3人」等と記述されている。

## その後
この日の夜、忠州城は占領された。『西征日記』では宗義智が一番乗りしたとされる。前回の尚州の戦いの後で解放した景応舜（倭学通事）に手紙を持たせて李徳馨と同城で会見したいと申し込んでいたが、日本軍の進撃の方が早すぎて、連絡がついたのが4月28日で間に合わなかった。李徳馨は会見に応じる意向で、礼曹に国書をしたためてもらって出立したが、忠州の落城を知って、景応舜をして渡りを付けさせようとした。しかし途中で殺されたのか帰ってこずに、李徳馨は会見を断念して空しく帰還した。
敗戦の報はすぐに朝鮮国王宣祖へ届けられた。頼みとした申砬が忠州で敗北して死んだという事は宣祖に希望を失わせた。さらに漢城の民衆は恐慌に陥り、宣祖が逃亡して首都が放棄される事態の引き金となった。

## 評価
申砬が取った戦略と戦術について、弁護する韓国人歴史家もいるが、当時から今まで多くの将軍や軍人、歴史家によって最悪のものと評されてきた。特に鳥嶺の放棄については、後に参戦してこの地形を見た明将李如松が「申総兵は無謀の漢なり」と嘆息して酷評したことで知られる。西路を進む三番隊があったので鳥嶺を守るだけで日本軍の進撃が押し留められたわけではないが、一番隊と二番隊は共に鳥嶺を越えて忠清道に侵入しており、朝鮮軍がここで防戦すら行わなかったことが、日本軍がわずか20日という恐るべき速さで漢城府を陥れた最大の要因であった。